# Elżbieta Dmoch
Elżbieta Dmoch (ur. 29 września 1951 w Warszawie) – polska piosenkarka i flecistka, wokalistka zespołu 2 plus 1.

## Życiorys
Jest córką Janiny (1925–2006). Ma starszą siostrę Teresę. W dzieciństwie zaczęła pobierać lekcje śpiewu. Uczyła się równocześnie w technikum chemicznym i szkole muzycznej. Karierę muzyczną rozpoczęła w zespole Nieznajomi, który wykonywał muzykę rockową. Udzielała się również w kabarecie Aknif.
Pod koniec lat 60. została członkinią grupy Warszawskie Kuranty, założonej przez Janusza Kruka. W 1971 z Krukiem założyła zespół 2 plus 1, którego największa popularność przypadła na lata 70. i pierwszą połowę lat 80. XX wieku. Była głównie wokalistką zespołu, ale w 1985 zadebiutowała również jako kompozytorka, pisząc muzykę do piosenki „Naga plaża” z albumu Video.
W 1973 poślubiła Kruka, zostając jego drugą żoną. W 1974 na Festiwalu w Sopocie otrzymała tytuł Miss Obiektywu, który zdobyła także dwa lata później na 14. Krajowym Festiwalu Piosenki Polskiej w Opolu. W 1979 Rada Państwa nadała artystce Srebrny Krzyż Zasługi.
W drugiej połowie lat 80. rozstała się z Krukiem, a w 1989 orzeczono o ich rozwodzie. Po śmierci Kruka w 1992 wycofała się z życia artystycznego. Brała udział w reaktywacji 2 plus 1 na przełomie 1998 i 1999, a ostatni występ sceniczny dała 15 czerwca 2002 w Łomży, gdzie wraz z młodymi członkami zespołu PopArt wykonała największe przeboje ze swojego repertuaru. Później przeprowadziła się z Warszawy do wsi Gładków, gdzie unikała kontaktów publicznych. Następnie z powrotem zamieszkała w Warszawie.
Oficjalnie wykluczyła możliwość swojego powrotu do działalności muzycznej. W 2008 i 2013 wzięła udział w zamkniętych spotkaniach fanów 2 plus 1 w Warszawie. W grudniu 2022 wywołała zainteresowanie mediów, kiedy to w internecie ukazało się jej nagranie z pozdrowieniami dla fanów.